# Міжнародні відносини Бутану

Міжнародні відносини Бутану

Бутан має дипломатичні відносини з 54 державами.
Бутан почав свою міжнародну діяльність в 1962 році, коли приєднався до Плану Коломбо. У 1969 році Бутан приєднався до спеціалізованої організації ООН — Всесвітнього поштового союзу. 21 вересня 1971 року Бутан вступив в ООН (рішення було прийнято на 26-й сесії Генеральної Асамблеї ООН, на 1934-му пленарному засіданні, на підставі Резолюції Ради Безпеки ООН № 292 про прийом Бутану в ООН), хоча і не мав дипломатичних відносин ні з однією з держав-членів Ради Безпеки ООН. У 1981 році Бутан став членом МВФ і Світового банку, в 1982 — ВООЗ і ЮНЕСКО, у 1985 — СААРК. У 2002 році Бутан був членом 45 міжнародних організацій.

## Бутан— Індія
Історично Бутан має дуже тісні зв'язки з Індією. Ще в 1865 році був підписаний перший договір про дружбу між Бутаном і Британської Індією. Коли Бутан став монархією — Британська Індія була першою країною, що визнала її, і в 1910 році договір був поновлений. У свою чергу Бутан був першою країною, що визнала незалежну Індію, і в 1949 році Бутан поновив старий договір про дружбу, включивши в нього положення про те, що Індія буде допомагати Бутану у міжнародних справах. 8 лютого 2007 року була підписана оновлена версія індійсько-бутанського договору про дружбу.

## Бутан— КНР
Бутан не має дипломатичних відносин зі своїм північним сусідом, Китайською Народною Республікою. Кордон між Бутаном і КНР закритий з 1959 року, коли з Тибету в Бутан хлинув потік біженців. Кордон також є неделімітованим; в 1961 році Китай опублікував карту зі зміненим накресленням традиційної лінії кордону. З тієї пори напруженість зменшилася, особливо після підписання в 1998 році угоди про мир і спокій на кордоні — першої двосторонньої угоди між Бутаном і Китаєм.
У 2005 році Бутан заявив, що китайська армія будує дороги і мости на території Бутану. Бутанський міністр закордонних справ Кханду Вангчук поставив це питання перед китайською владою, питання стало обговорюватися в бутанському парламенті. У відповідь представник міністерства закордонних справ КНР Цінь Ган заявив, що кордон залишається спірним, і що обидві сторони працюють над мирним вирішенням питання. Бутанська газета Kuensel написала, що Китай може використовувати дороги для подальших претензій на прикордонні території.

## Бутан— Непал
Непал і Бутан встановили дипломатичні відносини у 1983 році. З 1992 року взаємини стали напруженими в зв'язку з проблемою бутанських біженців.

## Бутан— Бангладеш
Бангладеш є однією з двох країн (поряд з Індією), що мають постійні дипломатичні представництва в Бутані. З 1971 року, коли Бутан став першою країною, що визнала незалежність Бангладеш, відносини між двома країнами завжди були дружніми. Бутан і Непал розглядають Бангладеш як альтернативний вихід до моря, що зменшує їх залежність від Індії та Китаю.

## Бутан та інші країни

### Дипломатичні відносини
Бутан має дипломатичні відносини з Бельгією, Швейцарією, Данією, Швецією, Норвегією, Нідерландами, Фінляндією, Австрією, Японією, Південною Кореєю, Канадою, Бразилією, Австралією, Кувейтом, Таїландом, Бахрейном, Мальдівами, Шрі-Ланкою та Пакистаном. Інші країни не мають формальних дипломатичних відносин з Бутаном, однак підтримують неформальні контакти через посольства в Нью-Делі і почесних консулів Бутану в своїх країнах.

### Переселення біженців
ООН запропонувало переселити 60 000 з 107 000 бутанських біженців непальського походження, що проживають в семи таборах ООН в південно-східному Непалі. Австралія, Канада, Норвегія, Нідерланди, Нова Зеландія та Данія погодилися прийняти у себе по 10 тисяч чоловік.